# Episodi di Les Mystères de l'amour (ottava stagione)
La ottava stagione della serie televisiva Les Mystères de l'amour è andata in onda in Francia dal 6 dicembre 2014  al 22 marzo 2015 sul canale Telemontecarlo.
In Italia è inedita.
| nº | Titolo originale                      | Titolo italiano | Prima TV Francia | Prima TV Italia |
| -- | ------------------------------------- | --------------- | ---------------- | --------------- |
| 1  | Une nouvelle vie                      |                 | 6 dicembre 2014  |                 |
| 2  | Mensonges et sentiments               |                 | 7 dicembre 2014  |                 |
| 3  | Dédicace                              |                 | 13 dicembre 2014 |                 |
| 4  | La fin du rêve                        |                 | 14 dicembre 2014 |                 |
| 5  | Amour, fantômes et mariage (Partie 1) |                 | 14 dicembre 2014 |                 |
| 6  | Amour, fantômes et mariage (Partie 2) |                 | 14 dicembre 2014 |                 |
| 7  | Show case                             |                 | 20 dicembre 2014 |                 |
| 8  | Le triomphe de Noël                   |                 | 21 dicembre 2014 |                 |
| 9  | Usage de faux                         |                 | 17 gennaio 2015  |                 |
| 10 | Retour de femmes                      |                 | 18 gennaio 2015  |                 |
| 11 | Le revenant                           |                 | 24 gennaio 2015  |                 |
| 12 | Problème de cœur                      |                 | 25 gennaio 2015  |                 |
| 13 | Coups du sort                         |                 | 31 gennaio 2015  |                 |
| 14 | Miroir aux trahisons                  |                 | 1 febbraio 2015  |                 |
| 15 | Alors on danse                        |                 | 7 febbraio 2015  |                 |
| 16 | Nouvelles pistes                      |                 | 8 febbraio 2015  |                 |
| 17 | Prises et méprises                    |                 | 14 febbraio 2015 |                 |
| 18 | Bonne saint Valentin                  |                 | 15 febbraio 2015 |                 |
| 19 | Sur d'autres pistes                   |                 | 21 febbraio 2015 |                 |
| 20 | Des espoirs                           |                 | 22 febbraio 2015 |                 |
| 21 | Pièges en série                       |                 | 28 febbraio 2015 |                 |
| 22 | L'union fait la force                 |                 | 1 marzo 2015     |                 |
| 23 | Frères et sœurs                       |                 | 7 marzo 2015     |                 |
| 24 | Pardon dangereux                      |                 | 8 marzo 2015     |                 |
| 25 | L'autre enfant                        |                 | 14 marzo 2015    |                 |
| 26 | Paire de pères                        |                 | 15 marzo 2015    |                 |
| 27 | Conspiration                          |                 | 21 marzo 2015    |                 |
| 28 | Faux semblants                        |                 | 22 marzo 2015    |                 |